# فيروس بشري تالي لالتهاب الرئة
الفيروس التالي لالتهاب الرئة البشري (الاسم العلمي: Human metapneumovirus) هو فيروس يصيب الجهاز التنفسي العلوي. اكتشف أول مرة عام 2001. ويصنف في نفس مجموعة الفيروس المخلوي البشري وفيروس الحصبة.

## الأعراض
من الأعراض:
1. سعال.
2. ارتفاع حرارة.
3. احتقان الأنف.
4. سيلان الأنف.
5. ألم عضلي.

## الانتقال
ينتقل الفيروس من الشخص المصاب إلى الشخص السليم عن طريق:
1. السعال أو العطاس.
2. اللمس والمصافحة.
3. لمس الأشياء التي يتواجد عليها الفيروس.